# Fosfatidilserină

Principalele lipide membranare: fosfatidilcolină (PtdCho); fosfatidiletanolamină (PtdEtn); fosfatidilinozitol (PtdIns); fosfatidilserină (PtdSer).

Fosfatidilserinele (PS) sunt o clasă de fosfolipide care se găsesc în membranele biologice. Acestea joacă un rol-cheie în semnalizarea ciclului celular, în special în legătură cu apoptoza.